# Okręg wyborczy Woolwich East
Okręg wyborczy Woolwich East powstał w 1918 r. i wysyłał do brytyjskiej Izby Gmin jednego deputowanego. Okręg obejmował wschodnią część Woolwich, obecnie na przedmieściach Londynu. Okręg został zlikwidowany w 1983 r.

## Deputowani do brytyjskiej Izby Gmin z okręgu Woolwich East
- 1918–1921: Will Crooks, Partia Pracy
- 1921–1922: Robert Gee, Partia Konserwatywna
- 1922–1931: Henry Snell, Partia Pracy
- 1931–1950: George Hicks, Partia Pracy
- 1950–1951: Ernest Bevin, Partia Pracy
- 1951–1974: Christopher Mayhew, Partia Pracy, od 1974 Partia Liberalna
- 1974–1983: John Cartwright, Partia Pracy, od 1981 Partia Socjaldemokratyczna